# أثورين
خوسيه أوجوستو تيرنيداد مارتينث رويث (بالإسبانية: Azorín) روائي وكاتب مسرحي وناقد أدبي وكاتب مقالات إسباني، وُلد في أليكانتي في 8 يونيو عام 1873. يشتهر بالاسم المستعار أثورين. ويبرز من ضمن مقالاته كل من الروح القشتالية عام 1900 والشعوب عام 1904 وقشتالة عام 1912، والتي نال عليهن جائزة النقد. ومن بين أعماله الروائية يأتي كل من الإرادة عام 1902، أنطونيو أثورين عام 1903 واعترافات فيلسوف صغير عام 1904. أما دوره في النقد فيظهر في بعض النصوص الذي قام بنقدها مثل القيم الأدبية عام 1913. وتُوفي في مدريد في 2 مارس عام 1967.

## إنتاجه الأدبي
ينقسم إنتاجه الأدبي إلى قسمين رئيسيين: الأول المختص بالأعمال الروائية والثاني المختص المقالات، إضافة إلى مساهماته ببعض الأعمال المسرحية والتجريبية، واللاتي لاقت نجاحًا محدودًا. ولأعمال أثورين الأدبية قيمة كبيرة، حيث يتميز أسلوبه بالانطباعية الوصفية مع تميزه باستخدام الجمل القصيرة والتراكيب البسيطة.

## وصلات خارجية
- أثورين على موقع الموسوعة البريطانية (الإنجليزية)
- أثورين على موقع مونزينجر (الألمانية)
- أثورين على موقع إن إن دي بي (الإنجليزية)